# Amefrontia zillii
Amefrontia zillii is een vlinder uit de familie uilen (Noctuidae). De wetenschappelijke naam van deze soort is voor het eerst geldig gepubliceerd in 2011 door Hacker, Hoppe, Lehmann & Stadie.
De soort komt voor in tropisch Afrika.